# Metioche substriata
Metioche substriata är en insektsart som beskrevs av Lucien Chopard 1961. Metioche substriata ingår i släktet Metioche och familjen syrsor. Inga underarter finns listade i Catalogue of Life.